# Lippstadt Challenger 1995
Il Lippstadt Challenger 1995 è stato un torneo di tennis facente parte della categoria ATP Challenger Series nell'ambito dell'ATP Challenger Series 1995. Il torneo si è giocato a Lippstadt in Germania dal 30 gennaio al 5 febbraio 1995 su campi in sintetico indoor.

## Vincitori

### Singolare
Lars Burgsmüller ha battuto in finale  Jonas Svensson per walkover

### Doppio
Bill Behrens /  Mathias Huning hanno battuto in finale  Bret Garnett /  T. J. Middleton con il punteggio di 6–4, 3–6, 7–6